# Mrzla Planina
Mrzla Planina je naselje v Občini Sevnica.